# حفاظت و بازسازی پرها

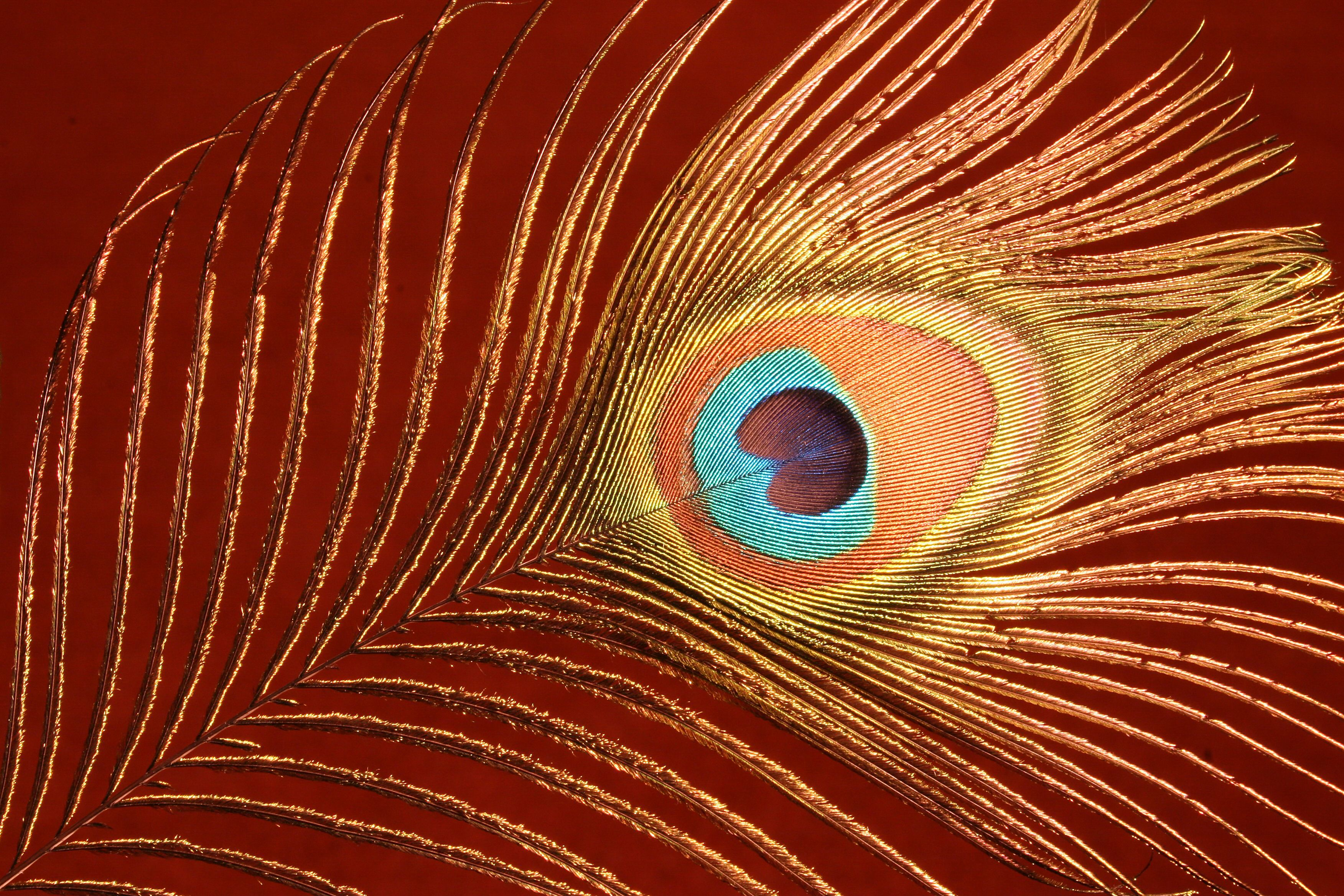
پر دم طاووس

حفاظت و بازسازی پرها (به انگلیسی: Conservation and restoration of feathers) به عمل نگهداری و حفاظت پرها یا اشیای پرکاری‌شده گویند و نیازمند دانش کالبدشناسی پر، خواص، روش‌های مراقبت تخصصی و تأثیر محیطی است. این عمل ممکن است از طریق تکنیک‌های پیشگیرانه و/یا مداخله‌ای انجام شود.

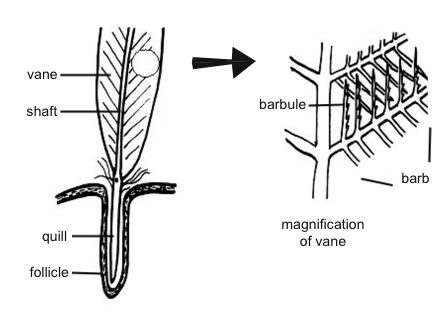
کالبدشناسی یک پر پوشش اصلی

### دورنمای کلی
- پرها از پروتئینی ساخته شده‌اند که معمولاً در بدن بسیاری از جانوران به نام کراتین یافت می‌شود[۱]
- پرها کارکرد محافظتی به خود می‌گیرند
- از حدود ۹۱٪ پروتئین، ۸٪ آب و ۱٪ لیپید تشکیل شده‌است[۲]
- دو نوع اصلی پر وجود دارد: شاهپر (پرهای اصلی، کانتور) و پردار (کرک‌پر)[۲]

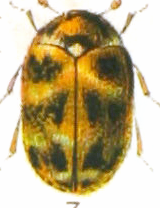
سوسک‌های درمستید که به نام سوسک فرش نیز شناخته می‌شود

### آلاینده‌ها
پرها دارای سطح بزرگی هستند که توسط ساختار آنها ایجاد شده‌است که می‌تواند به آسانی ذرات و «بقایای روغنی» را جذب کند.

### شرایط نمایش و نگهداری مناسب
مراقبت و نگهداری مناسب از پرها برای بقای جسم ضروری است.

#### حمایت در برابر نیروهای فیزیکی
پرها در شکل‌ها و اندازه‌های مختلف هستند و می‌توانند بسیار ظریف باشند. این سبب می‌شود که در صورت نگهداری نادرست با و/یا نزدیک یک جسم سنگین‌تر، آنها را آماده خرد شدن یا نابودی کند.

#### پشتیبانی
نگهداری و نمایش پرها نیازمند یک سیستم پشتیبانی مناسب است. موادی که ممکن است در این زمینه کارکرد خوبی داشته باشند، Tyvek و پلی‌اتیلن هستند که می‌توان آن‌ها را حک کرد و به شکلی متناسب با اشیاء منحصربه‌فرد برازش کرد.